# Spip (personaje)

Spip: Ecureuil, compagnon fidèle de Spirou — "C'était un personnage pour lequel j'éprouvais beaucoup de sympathie. Il permettait des réflexions, d'apporter un esprit de contradiction, et il était utile comme dernier recours en cas de pépin grave. [...] Il a été un peu éteint par l'arrivée du marsupilami. Il est très casanier, donc très méfiant vis-à-vis de l'aventure."
André Franquin

Spip es uno de los personajes principales de la serie Spirou et Fantasio. Es una ardilla, animal de compañía de Spirou.

## Introducción
Desde el punto de vista etimológico, un spirou es una ardilla en idioma valón, y por eso el personaje Spirou tiene a una ardilla como animal de compañía.
Yendo a los orígenes, corresponde señalar que en la historia de Le petit Spirou surgió una ardilla domesticada por Spirou que se parece mucho a Spip, pero cuyo nombre era "Trilili". Esta referencia puede ser vista como el primer encuentro entre Spirou y una ardilla (a la que posteriormente se le cambió el nombre para evitar confusiones), aunque la puesta en escena en la serie tradicional, obviamente difiere en forma radical con esta posible versión.

## Trayectoria

### Aparición
La ardilla Spip fue salvada por Spirou en la primera gran aventura que Rob-Vel escribió sobre su héroe  L'Héritage de Bill Money, y en lo sucesivo, la ardillita no se apartará de su dueño.
Inicialmente y bajo la dirección de Rob-Vel, la presencia del animalito fue relativamente anecdótica, ya que no necesariamente aparecía en todas las viñetas, y de tiempo en tiempo servía para atormentar o molestar a su dueño, así como para introducir un detalle cómico en algunas situaciones.
Pero fue con la dirección de Jijé cuando Spip adquirió la capacidad de hablar, y a partir de ese momento, no solamente la ardilla se implica y participa bastante más en las historias, sino que además suele expresar su opinión sobre las distintas situaciones, con frecuencia con una comicidad implícita o explícita, y cierta objetividad propia de un observador que no está particularmente involucrado.

### La era Franquin: ¿Spip es remplazado por elMarsupilami?

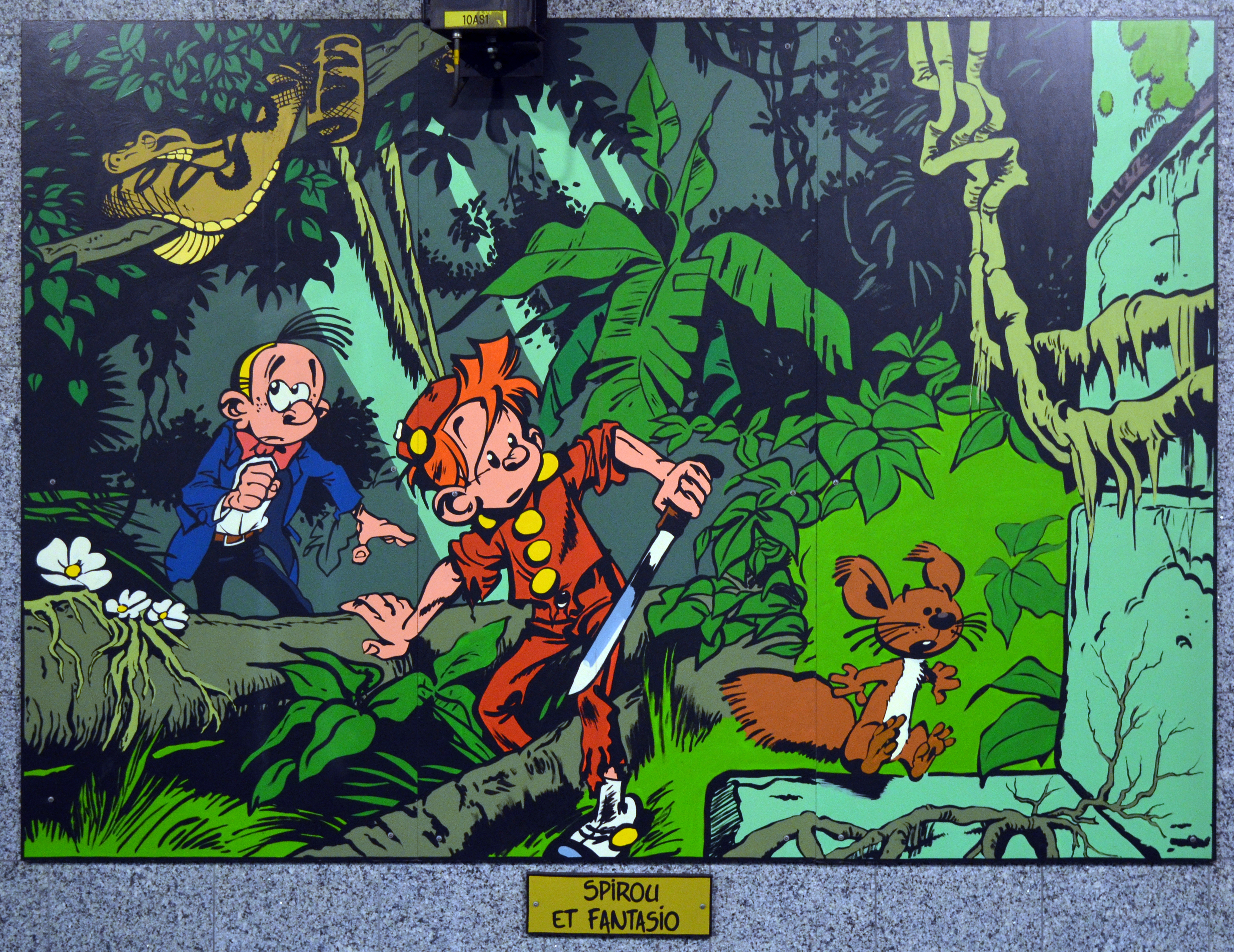
Mural en la estación de metro ligero de Janson, de la ciudad de Charleroi.

La llegada del Marsupilami hizo perder importancia a la ardilla Spip, y a pesar de que la misma continúa hablando, los héroes Spirou y Fantasio dejan al animalito un poco de lado, dadas las extraordinarias capacidades del Marsupilami que hacen que este último con frecuencia se encuentre en el origen de los desenlaces felices.
De todas maneras, algo más tarde Spip recuperó protagonismo con el guionista Michel Greg (seudónimo Greg); véase la aventura cincuenta y nueve de la serie Spirou et Fantasio, titula QRN sur Bretzelburg y escrita por Greg y dibujada por André Franquin, donde la ardilla desarrolla interesantes juegos de palabras.

### La era Fournier
Spip aparece en la mayoría de los álbumes y en el origen de ciertas situaciones cómicas a raíz de sus comentarios y observaciones, como por ejemplo, cuando cuestiona o satiriza a los sindicatos recomendando a Spirou hacer uso de su "derecho de huelga", para unirse a « sus camaradas que trabajan para la serie Bill y Bolita, ya que ellos lo hacen en condiciones bien mejores que las suyas ».
En otras oportunidades por el contrario, Spip actúa de una manera más inteligente y tranquila, jugando a veces un rol no despreciable en ayuda de Spirou y Fantasio frente a determinadas situaciones difíciles.
En el álbum Du glucose pour Noémie, Spip es el verdadero héroe en un corto relato de dos planchas que se titula Un faux départ. Aquí, Spirou y Fantasio son quienes hacen valer sus opiniones.
La editorial Dupuis en su momento tuvo la intención de editar un Journal de Spip dedicado a los niños de menos de ocho años, aunque por alguna razón el proyecto fue rápidamente abandonado.

### Tome y Janry
El período de Raoul Cauvin (Cauvin) y Nicolas Broca (Nic) no aportó grandes novedades a los personajes, a excepción que con esta orientación, Spip no quiere a Fantasio y viceversa, mientras que con las orientaciones de otros autores, tanto Spirou como Fantasio lo adoran.
En el período siguiente, Spip vuelve a tener una inspiración sarcástica muy apreciada, presentándole como muy de la casa y como bastante miedoso, lo que se refleja en el álbum La Jeunesse de Spirou y en las diferentes historias incluidas en esta recopilación.
Conviene señalar que Spip perdió completamente el habla a partir del episodio Spirou à Moscou, pasando entonces a un segundo plano, y casi desapareciendo completamente en el episodio Machine qui rêve. Y como hasta ese momento Spip era visto con mucha simpatía por los lectores, este cambio ciertamente no gustó mucho a la mayoría de los fans de la serie.

### Morvan y Munuera
El personaje Spip del guionista Morvan y del dibujante Munuera fue similar al de Fournier, como bien lo reivindicaron los propios autores. De nuevo la serie mostró coraje así como gusto por la aventura. Por otra parte, con frecuencia se hizo presente en ese período la voz narrativa, así como el humor.

### Yoann y Vehlmann
En Alerte aux Zorkons, Spip se hizo presente regularmente, y Spirou se felicitaba de haber salvado a su amiguito de las garras de un "topo". En ese episodio, Spirou comentaba en esos términos sobre Spip, siempre con un tono sarcástico, como hacen muchos héroes, e incluso, en un determinado momento, cuando la ciudad de Champignac-en-Cambrousse fue salvada de la Bomba H provocando una explosión de júbilo por parte de los héroes, Spirou llegó a decir: "Ces humains sont d'un pathétique" (en español: "Estos humanos son patéticos").

### En "Le Spirou de..."
Spip tuvo una participación menor en Les Géants pétrifiés, episodio desarrollado por Yoann y Fabien Vehlmann, oportunidad en la que el personaje no habla.
No obstante, Spip retomó importancia en el episodio Les Marais du temps al participar Frank Le Gall en el diseño. Fue Spip quien, por miedo, recluyó a los héroes en 1865, aunque seguidamente, hará de todo para salvarlos, con la ayuda de un biólogo y de su sobrino.
Por su parte, Fabrice Tarrin y Yann le Pennetier se sirvieron muy poco de Spip en el episodio Le Tombeau des Champignac. En efecto, allí, hipnotizado por una criatura llamada « Sphynge », Spip casi no desempeñará ningún rol determinante.
En el episodio Le Journal d'un ingénu, de Émile Bravo, Spip juega un rol inhabitual: la historia relata cómo la ardilla provoca indirectamente pero a sabiendas, nada menos que la Segunda Guerra Mundial, para así destruir a la humanidad.